# Bunchosia canescens
Bunchosia canescens là một loài thực vật có hoa trong họ Malpighiaceae. Loài này được (Aiton) DC. mô tả khoa học đầu tiên năm 1824.